# Helmut Gröttrup
Helmut Gröttrup (ur. 12 lutego 1916 w Kolonii, zm. 5 lipca 1981 w Monachium) – niemiecki inżynier rakietowy, specjalista systemów kontroli, nawigacji i naprowadzania, obok Wernhera von Brauna, czołowy współtwórca niemieckich pocisków balistycznych V-2.
Po zakończeniu drugiej wojny światowej, przejęty przez Związek Radziecki, gdzie wraz z Siergiejem Korolowem pracował w programach radzieckich rakietowych pocisków balistycznych. Wraz z grupą innych naukowców i inżynierów techniki rakietowej, przebywał w ośrodku naukowo-badawczym Instytut Rabe w Nordhausen. Jednakże 22 października 1946, NKWD aresztowało ich wraz z rodzinami oraz 7000 specjalistów innych dziedzin techniki wojskowej (lotnictwa oraz techniki nuklearnej) i wywiozło do ZSRR, gdzie w podmoskiewskich Podlipkach kontynuowali prace pod ścisłym nadzorem radzieckim. W 1953 powrócił do Niemiec Zachodnich.